# Emilio Lazzeri
Emilio Lazzeri detto Fiammifero (Volterra, 23 giugno 1865 – Volterra, 24 marzo 1908) è stato un fantino italiano.
Presente 23 volte al Palio di Siena, Fiammifero riuscì a vincere due volte nel corso del XIX secolo: il 19 agosto 1894 ed il 16 agosto 1896, entrambe le volte per la Nobile Contrada del Bruco. In entrambi i casi si trattò di un Palio straordinario: il primo fu un Palio "alla romana" per i restauri alla Basilica di San Francesco, il secondo fu richiesto dai cittadini in seguito allo spostamento di quello ordinario al 25 agosto a causa del passaggio da Siena dell'VIII Corpo d'Armata.

## Presenze al Palio di Siena
Le vittorie sono evidenziate ed indicate in neretto.
| Palio             | Contrada     | Cavallo                       |
| ----------------- | ------------ | ----------------------------- |
| 16 agosto 1885    | Torre        | Morello di A. Butini (scosso) |
| 16 luglio 1887    | Drago        | Morello di L. Franci          |
| 16 agosto 1887    | Pantera      | Morello di L. Franci          |
| 2 luglio 1891     | Tartuca      | Baio di P. Neri               |
| 16 agosto 1891    | Giraffa      | Baio di D. Cinotti            |
| 17 agosto 1891    | Giraffa      | Sauro di C. Vallesi           |
| 16 agosto 1892    | Aquila       | Morello di A. Butini          |
| 2 luglio 1893     | Pantera      | Lampino                       |
| 2 luglio 1894     | Istrice      | Grigio di G. Boscagli         |
| 16 agosto 1894    | Bruco        | Morello di S. Borgogni        |
| 19 agosto 1894    | Bruco        | Belfortina                    |
| 2 luglio 1895     | Tartuca      | Farfallino                    |
| 16 agosto 1895    | Pantera      | Baio di A. Mattii             |
| 2 luglio 1896     | Bruco        | Baio di A. Mattii             |
| 16 agosto 1896    | Bruco        | Baio di C. Vallesi            |
| 25 agosto 1896    | Bruco        | Lampino                       |
| 23 settembre 1896 | Chiocciola   | Baio di T. Sarrocchi (scosso) |
| 4 luglio 1897     | Valdimontone | Baio di C. Vallesi            |
| 16 agosto 1897    | Aquila       | Grigio di R. Bruni (scosso)   |
| 3 luglio 1898     | Civetta      | Morello di P. Permuti         |
| 2 luglio 1899     | Lupa         | Morello di L. Franci          |
| 16 agosto 1899    | Leocorno     | Morello di A. Merlotti        |
| 2 luglio 1901     | Chiocciola   | Baio di A. Fossi (scosso)     |